# Mateusz Carrieri
Mateusz Carrieri z Mantui, właśc. Giovanni Francesco Carrieri (zm. 5 października 1470 w Vigevano) – dominikanin, stygmatyk, błogosławiony katolicki, znany z "surowości swojego życia". Był kierownikiem duchowym bł. Stefanii Quinzani.

## Życiorys
Giovanni Francesco Carrieri urodził się w Mantua w północnych Włoch. Niewiele wiadomo o jego dzieciństwie. Wstąpił do dominikanów i przybrał imię Matteo (pol. Mateusz). Słynął z dobrych kazań, które zawdzięczał częstym medytacjom i rekolekcjom.
Jednym z najważniejszych wydarzeń w jego życiu była podróż z Genui do Pizy, podczas której został pojmany przez piratów.
Razem z nim uwięziona była matka z córką. Gdy piraci go uwolnili, zaproponował kapitanowi, aby ten uwolnił jego współwięźniarki, a w zamian za to znów uwięził jego. Kapitan wzruszony postawą dominikanina uwolnił wszystkich trzech jeńców.
Mateusz był bliskim współpracownikiem błogosławionej Stefanii Quinzani, w latach jej młodości. Był odpowiedzialny za jej katechezy i przepowiedział, że zostanie jego "dziedziczką duchową". Słowa te spełniły się, gdy Stefania zaczęła doświadczać bóli podobnych do boleści Carrieri'ego, które według świadków były wynikiem przywiązania do męki Chrystusa.
Z hagiografii Carrieri'ego wynika, że 5 października 1470 poprosił swojego przełożonego o zgodę na śmierć, a po otrzymaniu jej, zmarł.

## Kult
W 1482 papież Sykstus IV zezwolił na publiczny kult błogosławionego Mateusza Carrieri'ego. Wspomnienie liturgiczne obchodzone jest 7 października.